# Мамедов, Шахбан Мамедович
Шахба́н Маме́дович Маме́дов (9 мая 1929, Хиях, Дагестанская АССР, СССР — 2 февраля 2008, Хиях, Рутульский район, Дагестан, Россия) — министр сельского хозяйства ДАССР, первый заместитель председателя Госагропрома, начальник Дагестанского производственного объединения совхозов, директор Дагтреста плодовых и плодопитомнических Совхозсовхозов.

## Биография
Мамедов Шахбан Мамедович, родился с. Хиях, Рутульского района, Республики Дагестан в семье известного мастера-медника.
- В 1943 году 14-летнего Шахбана Мамедовича избрали секретарем Цахурского сельского Совета.
- В 1947 году его назначают заведующим отделением связи в с. Цахур.
- В 1952 году приглашают на работу инструктором сельскохозяйственного отдела Рутульского райкома КПСС. В том же году направляют на учебу в Дагестанскую областную партийную школу — кузницу руководящих кадров республики.
- Три года учился в Дагестанской областной партийной школе Шахбан Мамедович вернулся в Рутульский район.
- В 1955—1963 гг. в Рутульском районе работал заведующим отделом, секретарем райкома КПСС по отгонному животноводству.
- В эти же годы Шахбан Мамедович без отрыва от работы окончил Институт народного хозяйства им. Плеханова.
- В 1963 году по личной просьбе он был направлен в аспирантуру Института экономики АН СССР, где провел исследования по актуальной теме «Экономическая эффективность интенсификации овцеводства на примере хозяйств Северного Кавказа».
- В 1966 году защитил диссертацию, получил ученую степень кандидата экономических наук.
- В 1966 году Ш. М. Мамедов был назначен заместителем министра сельского хозяйства ДАССР по экономическим вопросам.
- В 1971 году Ш. М. Мамедов был рекомендован на самостоятельный участок работы — назначен директором Дагтреста плодовых и плодопитомнических совхозов.

- Вскоре Шахбан Мамедович был назначен начальником Дагестанского производственного объединения совхозов.
- В 1975 году обком КПСС рекомендовал Ш. М. Мамедова министром сельского хозяйства ДАССР, где до этого за короткий период сменились четыре руководителя, а само министерство находилось под постоянной критикой в республике и Москве.

- В начале 1986 года Ш. М. Мамедова утвердили первым заместителем председателя Госагропрома — министром ДАССР.

- В 1990 году Шахбан Мамедович по возрасту вышел на пенсию, но работу не оставил, сначала возглавил Дагестанскую пчеловодческую контору, потом был советником министра — продолжал трудиться до последних дней жизни.

## Семья
Женат, шестеро детей, 14 внуков.

## Награды
- 2 Ордена Трудового Красного Знамени
- Орден Дружбы народов
- Орден «Знак Почёта»